# Монастырь Альтенхохенау
Монастырь Альтенхохенау (нем. Kloster Altenhohenau) — бывший женский доминиканский монастырь, располагавшийся на территории баварской коммуны Грисштетт (Верхняя Бавария) — на реке Инн, примерно в 7 км вверх по течению от города Вассербург-ам-Инн; относился к архиепархии Мюнхена и Фрайзинга; обитель, посвященная апостолам Петру и Павлу, была основана графом Конрадом фон Вассербургом и его женой Кунигунде в 1235 году; распущен в ходе секуляризации в Баварии — в 1803—1804 годах.

## История и описание
Доминиканская обитель, посвящённая апостолам Петру и Павлу, была основана графом Конрадом фон Вассербургом и его женой Кунигунде в 1235 году. Исследователи полагали достоверными сведения о том, что в «veteri Hohenawe» («Альтенхохенау») ещё до основания монастыря располагалась церковь (или часовня) Святого Петра (Петрускирхе), поскольку один из документом города Вассербург, датируемый 1137 годом, указывал на церковь в месте под названием «Hohenoue». Правдоподобности гипотезе о раннем храме добавляло и то, что «солёна́я дорога» из Зальцбурга и Райхенхалля в Мюнхен и Регенсбург проходила через местный брод на реке Инн. Уже 8 июня 1235 года император Фридрих II взял монастырь под свою защиту, а всего через четыре года, в 1239, церковь Святого Петра была освящена вспомогательным епископом Оснабрюка, являвшимся членом Доминиканского ордена.
В первые годы в женском монастыре Альтенхохенау также размещался и мужской монастырь (см. двойной монастырь). В начале XIV века пожар вызвал необходимость повторного освящения монастырской церкви; в 1379 году новый пожар стал повод для перестройки всего здания в готическом стиле — основы первой романской церкви сегодня сохранились только в пресвитериях и в восточной апсиде. Из церковного убранства в готическом стиле, созданного во время данной реконструкции, на сегодня сохранилась только одна фигура на главном алтаре.
В начале XVI века при монастыре функционировал кирпичный завод, было развитое и прибыльное сельское хозяйство, включавшее в себя домашний скот. Также монахини культивировали коноплю, из волокон которой изготовлялись канаты судов, производившихся в регионе. Также имелась мельница: доминиканки были известны своей выпечкой — кроме того он продавали варенье из персиков и айвы. Пивоварня впервые упоминается в монастырских документах за 1507 год: в XVIII веке на обитель неоднократно накладывались штрафы, поскольку монастырское пиво подавалось как посетителям церкви и паломникам, так и местным работникам. В то же время богатства монастыря неоднократно «пожирались Инном»: береговая защита от регулярно происходивших наводнений стоила монастырю крупных сумм и требовала значительных усилий. Постепенную размывание противоположного берега, на котором стоял монастырь Аттель, привело к знаменитому «Uferstreit» («спор за берег»), начавшийся в 1419 года и достигшей своего пика в 1550—1585 годах. Спор стал причиной создания целой серии ценных карт, которые служили доказательством в суде — сегодня они хранятся в коллекции Главного государственного архива Баварии.
В начале XVII века монастырь вырос до 25 монахинь и 10 сестер-мирянок. Обитель была распущена в ходе секуляризации в Баварии, в 1803 году — но сам монастырь служил убежищем для доминиканских монахинь из соседних, также распущенных, монастырей. До 1822 года монахини оставались в его зданиях: затем частные лица приобрели монастырские постройки и церковь — многие постройки были снесены. В 1881 году братья Йозеф и Юбер Зойер из Грисштетта выкупили монастырь: они признавали историческую ценность данного места. В 1922 году Катарина Зойер, вдова Йозефа, продала церковь доминиканцам, которые перестроили монастырь в 1926. В 2014 году орден отказался от монастыря и продал его двум частным лицам.